# Metka Krašovec
Metka Krašovec, slovenska slikarka in grafičarka, * 7. oktober 1941, Ljubljana, † 24. april 2018.

## Življenje in delo
Slikarka Metka Krašovec je bila svetovna popotnica po prostranstvih zemeljske oble in globinah človeške psihe. Povsod tujka, povsod doma. Najbližji ji je bil Mediteran, vendar je živela v Ljubljani in ustvarjala večinoma na Bledu.
Že v rosnih otroških letih je s starši veliko potovala, saj je njen oče Stane Krašovec služboval v New Yorku, San Franciscu in Beogradu. V času Metkinega gimnazijskega šolanja se je družina ustalila v Ljubljani. Tu je dobila prvi vpogled v umetniški atelje - atelje Mihe Maleša, očeta sošolke Travice Maleš. Pri osemnajstih letih jo je potovanje po Toskani in Siciliji za vedno navdušilo za slikarstvo.
Leta 1960 je maturirala na Klasični gimnaziji v Ljubljani. Na Akademiji za likovno umetnost in oblikovanje (ALUO) v Ljubljani je študirala slikarstvo. Diplomirala je leta 1964. Študij je nadaljevala na specialki za slikarstvo pri profesorju Gabrijelu Stupici in ga zaključila leta 1966 ter na specialki za grafiko pri profesorju Riku Debenjaku in ga zaključila leta 1970. Študijsko se je izpopolnjevala v Londonu na Royal College of Art v Londonu, Anglija (1974–75) in v Athens na Ohio University, ZDA ter na številnih popotovanjih širom sveta, večkrat skupaj s prijateljico slikarko Alenko Gerlovič.
Po končanem šolanju je svoje celotno življenje posvetila upodabljanju skrivnosti življenja in hrepenenja po harmoniji sveta. Formalni slikarski jezik jo je zanimal samo toliko, kolikor ga je potrebovala, da je najbolje izrazila eksistencialno izkušnjo.
Slikala je velike formate, akril na platno. Grafike je ustvarjala predvsem v sitotisku in litografiji. Ves čas se je posvečala risbi. Ilustrirala je številne pesniške zbirke. Od leta 1968 je redno razstavlala na številnih razstavah doma in širom sveta. Nova dela je običajno predstavila v Galeriji Equrna. Skupaj s takratno generacijo mladih slikarjev in kiparjev ter Tajo Brejc je bila njena ustanovna članica.
Samostojno je začela razstavljati leta 1968 in je imela 105 samostojnih razstav. Sodelovala je na več kot 340 skupinskih razstavah doma in po svetu.
Leta 1977 se je zaposlila na ALUO v Ljubljani kot docentka za risanje in slikarstvo, 1986 je dobila naziv izredne in leta 1991 redne profesorice za risanje in slikanje ter tam poučevala vse do upokojitve leta 2008.
Na umetniško pot je stopila konec šestdesetih let, v času popart in novega realizma. V zgodnjih delih: Tišine, Pričakovanja - velikih monokromnih slikah upodablja poslopja (priljubljen motiv je Frančiškanska cerkev), dele poslopij in pohištva ter oblačil (nema prisotnost ljudi) v nenavadnih perspektivah in sencah. Barve so močne. Več let slika v rdečih tonih s temnimi sencami. Dela so dramatična, prežeta z močnimi čustvi. Čutimo ljubezen, bolečino odsotnosti, strah, hrepenenje in močan metafizični naboj.
Pomemben prelom nastopi s potovanjem v Mehiko, kjer spozna pesnika Tomaža Šalamuna (pesem: »Balada za Metko Krašovec«) in se z njim leta 1979 poroči.
Naredi serijo grafik z upodobljeno stilizirano dvojico razpotegnjenih figur lebdečo v rastlinsem svetu. Barve so žive. Sledijo grafike s simboli moškega in ženskega principa ter različnih verovanj. V osnovi prevladuje živo rdeča barva. V iskanju duhovnega sveta sistematično raziskuje govorico simbolov. Potuje v Indijo in Južno Ameriko. Navduši nas z žarečimi barvami bujne narave pod sijočim soncem. Slika kozmične simbole v velikih formatih, akril na platnu.
V letih 1981-1986 ustvarja slike in risbe na papirju (čas nove podobe). Klasično izobražena se zazre v staro Evropo v postmoderni dobi razpadajočih vrednot in iskanju novega smisla. Narisana kontura figure nas spomni na arhaično grško umetnost. V slike vpeljuje posamezne živalske figure.
Izbruh risb s svinčnikom in tušem na beli ploskvi papirja. Pojavijo se številne upodobitve človeške figure v paru z živasko. Figure združuje erotika ne glede na spol ali naravo. Pojavljajo se ljudje z živalskimi atributi. Kot pravi umetnica sama, risbe ustvarja njena roka, ne da bi vnaprej vedela, kaj bo narisala.
V obdobju 1986-1994 sebe in nas preseneti s ciklom Prisotnosti naslikanem v neoklasičnem stilu. To so slike izjemno povečanih ženskih glav in oprsij na nevtralnem ozadju. Dvojice obrazov odslikavajo svetu skrito duševnost.  Posebej zanimiv je avtoportret Trojno ogledalo iz leta 1992.
Vzporedno nadaljuje z risbo in jo razvije v miniaturni akvarel (1986). Na risbah se začno pojavljati drobci krajine in angelska bitja v stiku s človekom. Pogost motiv so ciprese in gaji iz umetnici ljube Toskane.
Pozimi 1999/2000 se predstavi s pregledno razstavo grafik in risb v Galeriji Tivoli, MGLC Ljubljana in z najnovejšimi Zvitki v Mali galeriji Ljubljana. Slednji po svoji temi in barvni skali posebej izstopajo. V akvarelni tehniki upodabljene sivo-rjave silhuete ljudi se druga za drugo vrstijo v neskončnost. Zvitki so nastali sočasno s slikami golih drevesnih vej in debel (razstava v Galeriji Equrna) ob takratnem bivanju umetnice v New Yorku. Dela nas pretresejo.
Leta 2012 je imela obsežno retrospektivno razstavo v ljubljanski Moderni galeriji.
Nadaljuje predvsem z ustvarjanjem novih serij risb/miniaturnih slik in likovno opremo pesniških zbirk. Nova dela redno razstavlja.
O svojem življenju in ustvarjalnem procesu je spregovorila v avtoportretnem besedilu Ogledalo in čas, 1994 (objavljeno v monografiji Metka Krašovec, zbirka Arkade).
Leta 2015 je bila izvoljena za izredno članico Slovenske akademije znanosti in umetnosti v razredu za umetnost,
Metka Krašovec je za svoja dela prejela številne nagrade in priznanja, med drugimi nagrado Prešernovega sklada (1973), Jakopičevo nagrado (1983), februarja 2017 pa je prejela tudi Prešernovo nagrado za življenjski opus.
Marca 2018, na 15. slovesni akademiji Univerze na Primorskem so ji podelili naziv častne doktorice.
20. aprila 2018 so v KIBLI PORTAL v Mariboru odprli razstavo z naslovom "Metka Krašovec in umetniki - skupinska razstava", na kateri se je predstavljala skupaj z umetniki, ki so študirali pod njenim mentorstvom na Akademiji za likovno umetnost in oblikovanje v Ljubljani. 24. aprila 2018, štiri dni po otvoritvi razstave je Metka Krašovec umrla.  Bila je ena najbolj ustvarjalnih in cenjenih slovenskih slikark.

## Nagrade in priznanja
- 1971 Zagreb, 3. zagrebačka izložba jugoslovenskog crteža, Odkupna nagrada za risbo
- Reka, 6. Bijenale mladih, Nagrada za slikarstvo
- Castelnuovo - monti, Premio internazionale di pittura, Premio Emilia
- Milano, premio Le Arti
- 1972 Slovenj Gradec, Jugoslovanska razstava del likovnih umetnic, Nagrada za grafiko
- Zagreb, 7. zagrebačka izložba jugoslavenske grafike, odkupna nagrada za grafiko
- 1973 Ljubljana, nagrada Prešernovega sklada za slikarstvo, za razstavo v Mali galeriji, Ljubljana 1972
- 1974 Ljubljana, Kajuhova nagrada za likovno opremo
- 1976 Ljubljana, Kajuhova nagrada za likovno opremo
- 197? Čačak, 9. Memorial Nadežde Petrović, nagrada za slikarstvo
- 1982 Zagreb, 12. zagrebačka izložba jugoslavenske grafike, odkupna nagrada za grafiko
- 1983 Ljubljana, Jakopičeva nagrada
- 1996 nagrada bienala ARTES
- 1996 posebna nagrada risbe Alpe Jadran
- 2015 izredna članica SAZU v razredu za umetnosti
- 2017 Prešernova nagrada za življenjski opus
- 2018 častni doktorat Univerze na Primorskem